# Nalandil Hanim
Nalandil Hanim (turco ottomano: نالان دل خانم, lett. "amato usignolo" o "cuore onesto, prospero"; 1823 – Istanbul, 1865) è stata una principessa circassa, consorte del sultano ottomano Abdülmecid I.

## Origini
Nalandil nacque nel 1823 come principessa della tribù Natuhay, di origine circassa, e figlia del principe Çıpakue Natıkhu Bey.
Da bambina venne mandata alla corte ottomana di Istanbul insieme alla sorella. Cambiati, come da regola, i loro nomi, assumendo rispettivamente quelli di Nalandil e Terbiye, divennero la prima una delle consorti del sultano ottomano Abdülmecid I, la seconda tesoriera dell'harem. Terbiye alla fine lasciò l'harem e sposò Khalil Bey.

## Consorte imperiale
Nalandil divenne consorte di Abdülmecid I nel 1851. Le venne dato il rango di "Quarta Ikbal" e a fine 1852 di "Terza Ikbal". Secondo alcune fonti, nel 1853 e 1854 fu ulteriormente promossa, fino a raggiungere il rango di "BaşIkbal". 
Diede al sultano un figlio e due figlie, di cui solo la prima sopravvisse. 

## Morte
Alla morte di Abdülmecid nel 1861 si stabilì nel Palazzo Feriye, dove morì di tubercolosi nel 1865. Venne sepolta nella Yeni Cami. I suoi beni e le sue rendite vennero assegnate alla figlia.

## Discendenza
Da Abdülmecid I, Nalandil Hanim ebbe un figlio e due figlie:
- Seniha Sultan (5 dicembre 1851 - 15 settembre 1931). Si sposò una volta ed ebbe due figli.
- Şehzade Mehmed Abdülsamed (20 marzo 1853 - 5 maggio 1855). Sepolto nella moschea Yavuz Selim.
- Şehime Sultan (1 marzo 1855 - 21 maggio 1857). Nata a Palazzo Beylerbeyi, sepolta nel mausoleo Gülistu Kadın.

## Cultura popolare
- Nalandil è un personaggio del romanzo storico del 2009 di Hıfzı Topuz Abdülmecit: İmparatorluk Çökerken Sarayda 22 Yıl: Roman[7].